# Athenaios
Athenaios (oldgræsk: Ἀθήναιος Nαυκράτιος; Athếnaios Naukratios, latin: Athenaeus Naucratita), fra Naukratis i Egypten, var en græsk retoriker og grammatiker, som var virksom i slutningen af 100-tallet og begyndelsen af 200-tallet e.Kr. Meget lidt er kendt om ham bortset fra det, som kan trækkes ud af hans litterære værker.
Det byzantinske leksikon Suda fortæller kun, at han "levede i tiden under Marcus", men med den foragt, som Athenaios omtaler Commodus (død 192), viser, at han må have overlevet kejseren.

## Tabte værker
Athenaios selv udtaler, at han var forfatter af en afhandling om tratta, en fiskeart nævnt af forfatteren Arkippos og andre komedieforfattere, og en afhandling om de syriske kongers historie. Begge værker er gået tabt for eftertiden.

## Deipnosophistae
Et tredje værk, Deipnosophistae, er derimod bevaret. Titlens mening er muligvis middagsbordsfilosofier, og består af femten bøger. De første to bøger og dele af den 3, 11 og 15, er kun bevarede i uddrag, men resten er bevaret i sin helhed. Det er et stort værk med ulige former for information, hovedsagelig om emner knyttet til bordet, men også bemærkninger om musik, sange, danse, lege, og kurtisaner. Værket består af mange citater fra andre forfatteres værker, som senere er gået tabt (og Athenaios’ værk har således værdi ud over sig selv). Henved 800 forfattere og 2500 enkeltstående skrifter eller værker bliver refereret af Athenaios, og han hævder selv med at have læst 800 komedieskuespil alene.
Værket hævder at være en redegørelse givet af forfatteren til hans ven Timokrates ved en banket holdt i huset til en Laurentius (eller Larentius), en lærd og en rig patron af kunsten. Det er således en dialog inden for dialogen, lige som Platons, men en samtale af utilstrækkelig længde for at optage flere dage (skønt præsenteret som være foregået i løbet af en dag) og overbeviser ikke i en stil svarende til de korte samtaler med Sokrates. Blandt de 29 gæster er Galen og Ulpianus, men de er alle sandsynligvis fiktive personligheder i fortællingen, og de øvrige har liden andel i samtalen. Hvis Ulpianus er identisk med den berømte jurist, kan Deipnosophistae være blevet skrevet efter dennes død i 228, men juristen blev dræbt af pretorianergarden i modsætning til den Ulpianus i Deipnosophistae, som dør en naturlig død.
I henhold til de litterære traditioner, også i grammatik og kritik, var gæsterne forventet at medbringe uddrag af poesi, som blev læst højt og diskuteret ved bordet. Det hele fremstår som et klodset litterært virkemiddel for at fremvise den varierede og omfattende læsning hos forfatteren selv. Som selvstændigt værk er ikke Deipnosophistae læseværdigt, men som kilde til fragmenter af tabt information er det uvurderlig. Uden værkerne af Athenaios ville megen værdifuld information om antikken være manglende, og mange antikke græske forfattere ville have været ukendte. Bok XIII er desuden en vigtig kilde for studier i seksualiteten i den klassiske og hellenistiske Hellas.